# Битва под Заславом
Битва под Заславом состоялась 25 января 1491 г. Объединенное польско-литовское войско победило татарский отряд Большой Орды.

## История
Зимой 1490 года великоордынские татары появились у Владимира, Любомля, доходили до Люблина, грабя землю. 25 января 1491 года под Заславом на реке Горынь их догнали львовский каштелян Миколай Ходецкий и Семен Гольшанский — староста волынской земли. 
В Волынской краткой летописи так написано об этом сражении:

В лето 6999 [1491] приходили заволжские татары на Волынскую землю десять тысяч, много зла учинили на Волынской земле и Ляшской. Во Владимире церкви Божьи сожгли и великую церковь Пречистой мурованную в городе, а людей по городам, и по деревням и по дорогам без числа посекли и в полон побрали. И собрались волыняне и ляхи, с Божьей помощью и Пречистой Его Матери нагнали их возле Заслава и побили поганых и в плен полонили. Мало их убежало, и те от зимы поумирали, не дойдя до своих улусов. Над волынцами был староста луцкий в то время князь Семен Юрьевич Гольшанский. Наверно, бог помог христианам над поганцами, мало наших убито, меньше и десяти, а их убитых поганцев 8000.
Город Львов радостно встретил победителей: для угощения воинов от магистрата были выставлены бочки с пивом и овсом накормлены их лошади.